# Межирицкий, Ефим Леонидович
Ефи́м Леони́дович Межири́цкий (род. 17 сентября 1941, Алма-Ата, Казахская ССР) — советский и российский конструктор, разработчик, испытатель, организатор и руководитель работ в области создания систем управления ракетными и ракетно-космическими комплексами, являлся генеральным директором Научно-производственного центра автоматики и приборостроения им. академика Н. А. Пилюгина (2001 — 2022), Герой Труда Российской Федерации (2019), лауреат Государственной премии СССР (1990), премии Правительства РФ (2006), Государственной премии РФ (2012), академик Российской академии космонавтики им. К. Э. Циолковского, заслуженный испытатель космической техники (2005), доктор технических наук, доцент Московского института радиотехники, электроники и автоматики.

## Биография
Ефим Леонидович родился 17 сентября 1941 года в Алма-Ате. После окончания в 1960 году технического училища № 7 он был направлен на работу чертёжником-деталировщиком в конструкторское бюро НИИ-885 (п/я 2427). В 1961 году призван в Советскую армию, а вернувшись со службы, в 1964 году Е. Л. Межирицкий начинает работу в НИИАП (Научно-исследовательский институт автоматики и приборостроения), сначала техником, затем инженером и старшим инженером (1964—1978). В 1969 году он окончил вечернее отделение Московского института радиотехники, электроники и автоматики по специальности «Автоматика и телемеханика». В конце 1960-х — начале 1970-х годов Межирицкий работал в комплексном отделении по ракетно-космической технике, в этот период в СССР создаётся ракета-носитель Н-1 и космический корабль Л3.
В середине 1970-х годов Ефим Леонидович, работая испытателем на стенде боевых ракетных комплексов, участвовал в проведении испытаний аппаратуры системы управления МР УР-100 и его модификации МР УР-100 УТТХ, а также стратегических ракетных комплексов РТ-23 и РТ-23 УТТХ шахтного и железнодорожного базирования, включая проведение испытаний на технической и стартовой позиции космодрома «Плесецк».
В конце 1970-х — начале 1980-х годов он работал в комплексном отделении на должности начальника лаборатории, сектора, а затем заместителя начальника отдела. Под его руководством была разработана техническая и эксплуатационная документация на аппаратуру систем управления боевых ракетных комплексов. В 1985 году Е. Л. Межирицкий назначен начальником специального производства, затем заместителем директора по производству, в 1994 году — начальником производственного комплекса, в 1998 году — директором производственного комплекса СУ, а в 2000 году — первым заместителем генерального директора. С 2001 года Ефим Леонидович возглавляет Научно-производственный центр автоматики и приборостроения. По его инициативе в 2007 году к ФГУП «НПЦ АП» были присоединены 3 филиала — предприятия, занимающиеся выпуском компонентов систем управления: ФГУП «Звезда» (Осташков, Тверская область), ФГУП "ПО «Корпус» (Саратов), ФГУП «Сосенский приборостроительный завод» (Сосенский, Калужская область).
Ефим Леонидович Межирицкий автор 87 научных трудов, соавтор ряда запатентованных изобретений (гирокомпас, компенсационный маятниковый акселерометр, датчик ускорения и др.), участник международных и российских научных «Королёвских чтений», автор и инициатор издания 2-й и 3-й книг РАКЦ «Страницы космической истории» (2003—2004), главный редактор Научно-технического журнала «Труды ФГУП НПЦАП „Системы и приборы управления“». С 2004 года является заведующим базовой кафедрой № 530 «Автоматики и управления» факультета «Кибернетика» МИРЭА. В 2006 году защитил кандидатскую, а в 2012 году — докторскую диссертации. Почётный член Российской академии ракетных и артиллерийских наук.
14 марта 2022 года назначен генеральным конструктором Научно-производственного центра автоматики и приборостроения имени академика Н.А.Пилюгина (АО «НПЦАП», входит в Госкорпорацию «Роскосмос»).

## Награды

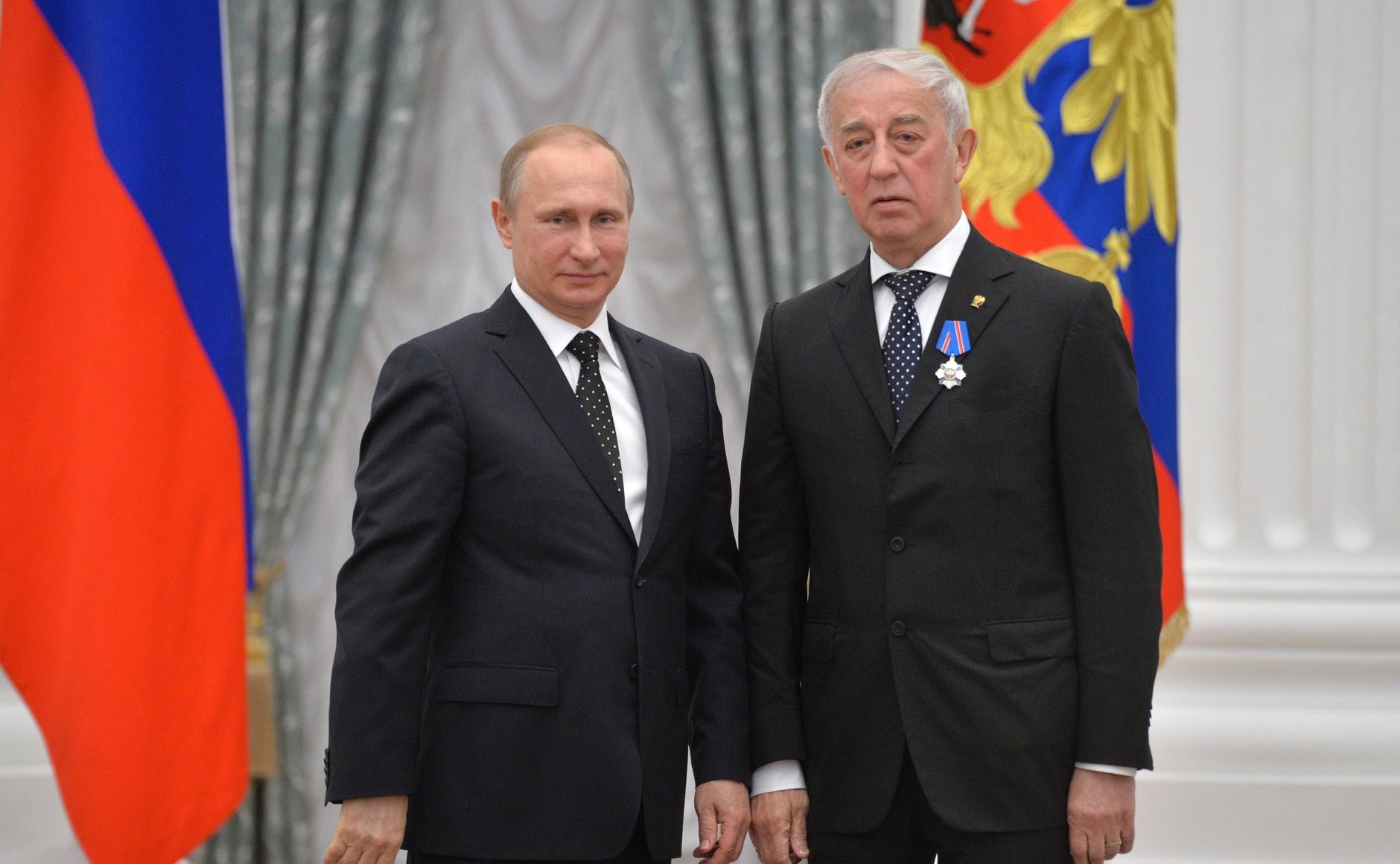
Награждение орденом
«За военные заслуги».
Москва, Кремль, 21 мая 2015 года

- Герой Труда Российской Федерации (2019)
- Орден «За военные заслуги» (2015)[11]
- Медаль ордена «За заслуги перед Отечеством» II степени (1996)[11]
- Медаль «В память 850-летия Москвы»
- Орден «За заслуги» II степени (24 августа 2013 года, Украина) — за весомый личный вклад в укрепление международного авторитета Украины, популяризацию её исторического наследия и современных достижений и по случаю 22-й годовщины независимости Украины[12]
- Орден «За заслуги» III степени (24 марта 2003 года, Украина) — за значительный личный вклад в развитие научно-технического сотрудничества между предприятиями ракетно-космической отрасли Украины и Российской Федерации[13]
- Почётная грамота Правительства Российской Федерации (2003)[11]
- Благодарность Правительства Российской Федерации (22 мая 2008 года) — за большой личный вклад в создание систем управления ракетно-космической техники и многолетний плодотворный труд[14]
- Заслуженный работник ракетно-космической промышленности Российской Федерации (2006)[11]
- Знак отличия «За безупречную службу городу Москве»
- Знак Циолковского
- Юбилейная памятная медаль «С. П. Королёв»
- почётная грамота Роскосмоса
- Знак Королёва
- Знак Гагарина[7]
- Золотая медаль имени В. Ф. Уткина (2005)[6].
- Ветеран космонавтики России (2001)[6]
- Лауреат Всероссийского конкурса «Инженер года» (2002)[9]
- Лауреат Государственной премии СССР (1990)
- Лауреат Премии Правительства Российской Федерации (2006)[15]
- Лауреат Государственной премии Российской Федерации (2012)[5].
- Почётная грамота Московской городской думы (19 декабря 2018 года) — за заслуги перед городским сообществом[16]